# Райх, Стивен
Стив Райх, Райш (Steve Reich, полное имя Стивен Майкл Райш, Stephen Michael Reich; род. 3 октября 1936, Нью-Йорк) — американский композитор, один из первых авторов музыки в технике минимализма. В раннем творчестве Райха присутствовало много экспериментов, в частности запись закольцованных, циклически повторяющихся фрагментов, записанных на склеенных кусках магнитной плёнки (англ. time loop) (например в композициях «It’s Gonna Rain» или «Come Out»). Такие композиции по своей форме и ритму были новы для своего времени и сильно повлияли на современную музыку, особенно в США. Среди его последователей можно назвать Скотта Джонсона.
Среди источников вдохновения Райх называл Игоря Стравинского, Иоганна Себастьяна Баха и джазовую музыку, а также музыку Западной Африки.
Брат (по матери) — писатель Джонатан Кэрролл.

## Произведения
- It’s Gonna Rain (1965)
- Come Out (1966)
- Melodica (1966)
- My Name Is for speaking voices (1967)
- Piano Phase (1967)
- Violin Phase for violin and tape (1967)
- Pendulum Music for microphones and amplifiers (1968)
- Four Organs (1970)
- Phase Patterns for four electric organs (1970)
- Drumming (1970-71)
- Clapping Music (1972)
- Music for Pieces of Wood (1973)
- Music for Mallet Instruments, Voices, and Organ (1973)
- Six Pianos (1973)
- Music for 18 Musicians (1974-76)
- Music for a Large Ensemble (1978)
- Variations for Winds, Strings, and Keyboards (1979)
- Octet (1979)
- Marimba Phase (1980)
- Tehillim for voices and ensemble (1981)
- Vermont Counterpoint (1982)
- Eight Lines (1983)
- The Desert Music (1984)
- Sextet for two pianos, synthesizer and percussion (1984)
- New York Counterpoint for clarinet(s) (1985)
- Six Marimbas (1986)
- Three Movements for orchestra (1986)
- Electric Counterpoint for electric guitar(s) (1987)[6]
- The Four Sections, Reich’s «concerto» for orchestra (1987)
- Different Trains for string quartet (1988)
- The Cave, multimedia oratorio in three parts (1990-93)
- Duet (1993)
- Typing Music (out of The Cave(1993)
- Nagoya Marimbas (1994)
- Proverb for voices and ensemble (1995)
- City Life for ensemble (1995)
- Nagoya Guitars (1994, transcribed 1996)
- Three Tales, multimedia oratorio (1997)
- Triple Quartet (1998)
- Know What Is Above You for voices and percussion (1999)
- Electric Guitar Phase (2000)
- Tokyo/Vermont Counterpoint for marimbas (2000)
- Dance Patterns (2002)
- Cello Counterpoint for cello(s) (2003)
- You Are (Variations) for chorus and ensemble (2004)
- Variations for Vibes, Pianos and Strings (2005)
- Daniel Variations for chorus and ensemble (2006)[7]
- Double Sextet (2007)
- 2x5 (2008)[8]

## Награды
- 20 апреля 2009 Райх получил Пулитцеровскую премию за альбом Double Sextet[9].
- BBVA Foundation Frontiers of Knowledge Awards (2013)